# Bahamas nos Jogos Olímpicos de Verão da Juventude de 2010
Predefinição:Info/Youth Olympics Bahamas
As Bahamas participaram dos Jogos Olímpicos de Verão da Juventude de 2010 em Cingapura. Com uma delegação composta por onze atletas que competiram em três esportes, o país conquistou uma medalha de prata.

## Medalhistas
| Medalha | Nome          | Esporte   | Evento         | Data         |
| ------- | ------------- | --------- | -------------- | ------------ |
| Prata   | Tynia Gaither | Atletismo | 200 m feminino | 22 de agosto |

## Atletismo
| Evento                        | Atleta                                                             | Qualificação | Qualificação | Final      | Final        |
| Evento                        | Atleta                                                             | Resultado    | Posição      | Resultado  | Posição      |
| ----------------------------- | ------------------------------------------------------------------ | ------------ | ------------ | ---------- | ------------ |
| 100 m masculino               | Julian Munroe                                                      | 11.13        | 14º (4º q4)  | 11.04      | 7º (Final B) |
| Salto triplo masculino        | Lathone Minns                                                      | 14,66        | 10º          | 14,86      | 1º (Final B) |
| 100 m feminino                | Marva Etienne                                                      | 12.34        | 12º (2º q4)  | Não largou | -- (Final B) |
| Arremesso de peso feminino    | Raquel Williams                                                    | 11,59        | 15º          | 11,86      | 7º (Final B) |
| 400 m feminino                | Rashan Brown                                                       | 54.09        | 4º (2º q1)   | 53.63      | 4º (Final A) |
| Revezamento feminino          | Rashan Brown e Tynia Gaither (como integrantes da equipe Américas) |              |              | 2:05.62    | [ 11 ]       |
| Salto em altura masculino     | Ryan Ingraham                                                      | 2,07         | 9º           | 2,13       | 1º (Final B) |
| 400 m com barreiras masculino | Stephen Newbold                                                    | 54.40        | 12º (4º q3)  | 53.20      | 3º (Final B) |
| 200 m feminino                | Tynia Gaither                                                      | 24.16        | 3º (1º q3)   | 23.68      | [ 17 ]       |

## Judô
| Evento             | Atleta          | 1ª rodada    | 2ª rodada                | 2ª rodada repescagem | Final repescagem B         | Disputa pelo bronze B | Pos. final |
| ------------------ | --------------- | ------------ | ------------------------ | -------------------- | -------------------------- | --------------------- | ---------- |
| Até 44 kg feminino | Cynthia Rahming | Sem oponente | CAM Sothea Sam D 000-012 | Sem oponente         | BLR Vita Valnova D 000-100 | Não avançou           | --         |

| Evento         | Atleta                                               | 1ª rodada    | 2ª rodada              | Semifinais  | Final       | Pos. final |
| -------------- | ---------------------------------------------------- | ------------ | ---------------------- | ----------- | ----------- | ---------- |
| Equipes mistas | Cynthia Rahming (como integrante da equipe Hamilton) | Sem oponente | ZZX Equipe Cairo D 4-4 | Não avançou | Não avançou | 5º         |

## Natação
| Evento                   | Atleta       | Qualificação | Qualificação | Semifinais  | Semifinais   | Final       | Final       |
| Evento                   | Atleta       | Resultado    | Posição      | Resultado   | Posição      | Resultado   | Posição     |
| ------------------------ | ------------ | ------------ | ------------ | ----------- | ------------ | ----------- | ----------- |
| 50 m livre masculino     | Armando Moss | 24.86        | 26º (1º q2)  | Não avançou | Não avançou  | Não avançou | Não avançou |
| 50 m borboleta masculino | Armando Moss | 26.46        | 11º (4º q2)  | 26.40       | 12º (6º sf2) | Não avançou | Não avançou |
| 50 m livre feminino      | Bria Deveaux | 28.27        | 34º (1º q3)  | Não avançou | Não avançou  | Não avançou | Não avançou |
| 100 m livre feminino     | Bria Deveaux | 1:01.17      | 42º (3º q1)  | Não avançou | Não avançou  | Não avançou | Não avançou |